# Flop (Lack)

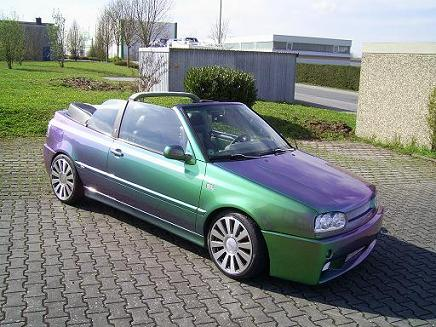
Farbtonflop eines Interferenzlackes auf einem VW Golf

Der Flop, seltener Flip-Flop bezeichnet die Änderung der koloristischen Eigenschaften eines Materials unter verschiedenen Betrachtungswinkeln. Ändert sich die Helligkeit, spricht man von einem Helligkeitsflop, ändert sich (zusätzlich oder ausschließlich) der Farbton, so spricht man von einem Farbtonflop. Anwendung findet der Flop-Effekt in Lacken, Druckfarben, Kosmetikartikeln und Kunststoffen. Lacke, die diese Effekte erzeugen, nennt man je nach Art des Effektes Metalliclack (hauptsächlich Helligkeitsflop) oder Interferenzlack (hauptsächlich Farbtonflop).

## Beschreibung
Ursächlich für das Auftreten eines Flop-Effektes sind die in der Formulierung eingesetzten Effektpigmente.
Metalleffektpigmente sind üblicherweise plättchenförmig und richten sich im Lack parallel aus. Das führt dazu, dass ein großer Anteil des Lichts an diesen reflektiert wird, so dass die Helligkeit im Glanzwinkel sehr hoch ist. Entsprechend fehlt dieser Anteil des Lichtes in flacheren Betrachtungswinkeln, so dass die Helligkeit geringer ist.
Interferenzpigmente erzeugen ihren Farbton durch Verstärkung und Auslöschung einzelner Wellenlängen (Interferenz). Welche Wellenlängen verstärkt und welche ausgelöscht werden, ist abhängig vom Betrachtungswinkel. Auf diese Weise entsteht ein Farbtonflop.

## Messung
In der Praxis wird der Flop eines Lacks entweder visuell oder mittels Mehrwinkel-Spektralfotometern bestimmt. Einfache Farbmessgeräte messen den Farbton nur unter einem Winkel und können für die Beurteilung von Effektlacken nicht genutzt werden. Mehrwinkel-Spektralfotometer bestimmten den Farbton unter mehreren, meist fünf oder sechs, Winkeln. Der Flop wird durch die farbmetrischen Messwerte aller gemessenen Winkel beschrieben.
Für den Helligkeitsflop kann der sogenannte Flop-Index angegeben werden. Dieser berechnet sich aus der Helligkeit L* nach dem CIELab-System, gemessen bei zwei verschiedenen Messwinkeln.